# Superman for All Seasons
Superman: As Quatro Estações (no original: A Superman For All Seasons) é uma minissérie de banda desenhada publicada pela editora DC Comics em quatro edições. Escrita por Jeph Loeb e desenhada por Tim Sale, conta a adolescência de Clark Kent na cidade de Smallville, e seus primeiros dias como Superman. Aqui, Clark é mostrado como um simples jovem do interior, dono de uma bondade, de uma ingenuidade autêntica e de fé na raça humana.
Cada uma das quatro edições (intituladas Primavera, Verão, Outono e Inverno), narra a história de Clark sob o ponto de vista de algum personagem que faz parte do seu círculo de relações, ao mesmo tempo em que traça um paralelo entre a estação-título e a fase da vida do herói.
Considerada uma das melhores histórias do personagem de todos os tempos, esta saga serviu de base para os roteiristas Alfred Gough e Miles Millar na criação da série de TV Smallville, inclusive, o próprio Loeb foi roteirista e consultor criativo da série.[carece de fontes?]

## Enredo
Em Primavera, testemunhamos a juventude de Clark do ponto de vista do seu pai adotivo, Jonathan, e o surgimento de novos poderes, como a super-audição e a visão de raios-X. A história se detêm basicamente sobre os questionamentos de Clark: qual é o lugar no mundo de um homem que pode fazer quase tudo? A chegada de tornado sobre Smallville faz com que Clark tenha que usar seus poderes para salvar pessoas, dando ao rapaz um breve vislumbre da resposta às sua dúvidas existenciais. Aqui, a ideia é relacionar a primavera, estação do ano em que as flores florescem, ao florescimento de Clark, tanto fisicamente quanto moralmente, como alguém consciente com sua responsabilidade no mundo.
Verão narra a história do ponto de vista de Lois Lane, a repórter do Planeta Diário, em Metrópolis, onde Clark trabalha como jornalista. Lois relata o surgimento do herói, o surto de esperança que ele desperta na população, e especula o porquê de alguém tão poderoso se preocupar tanto com os outros, quando poderia usar suas habilidades em proveito próprio. Verão, a época mais luminosa e estável do ano, faz referência a ascensão do herói.
A edição seguinte, Outono, revela como Lex Luthor vê o Superman. Para Lex, o Superman é alguém que usurpou dele o lugar de cidadão mais ilustre de Metrópolis, posição que ele pretende retomar, através de uma trama inescrupulosa e suja para destruir a imagem do Homem de Aço. Seu plano, bem-sucedido, abate o ânimo do herói, que mergulha num estado depressivo e abandona o manto do herói, retornando à Smallville (o “outono”, a estação em que a beleza do verão dá lugar à um cenário frio e desolado).
Na última edição, intitulada, obviamente, Inverno, Lana Lang, namorada de adolescência de Clark, com quem rompeu depois que ele revelou seus poderes, nos revela como ela vê o Superman, e como o surgimento de um símbolo de esperança para o mundo significou para ela a morte do sonho de uma vida simples, em que ela seria casada com Clark e teria muitos filhos com ele. Porém, uma tempestade, seguida de uma devastadora enchente, obriga Clark a retomar sua identidade como Superman e salvar a cidade. Neste instante, Lana vê que o seu sonho era muito pequeno diante da missão que o Homem de Aço tomou para si. No final do capítulo, um pastor faz uma preleção, traçando um paralelo entre as estações do ano e as árvores; para ele, o inverno, por mais horrível que seja, é uma estação de onde os novos galhos da árvore saem mais fortalecidos, ideia essa que imediatamente relacionamos à trajetória do herói no decorrer da história, que termina com o retorno do Superman à Metrópolis, e com seu ressurgimento.

## Publicação no Brasil
A minissérie foi publicada pela primeira vez no Brasil entre setembro e outubro de 1999, em quatro edições, pela editora Abril Jovem. Em 2006, a editora Panini Comics lançou a minissérie completa no encadernado Grandes Clássicos DC #08, e a republicou num formato de luxo em 2018, ano em que o Homem de Aço completa oitenta anos.